# Super Shore (temporada 3): A la Italiana
La tercera temporada de Super Shore, se filmó en junio de 2017 y comenzó a transmitirse desde el 3 de octubre de ese mismo año. Concluyó tras 13 episodios en diciembre de 2017. Esta temporada fue filmada en Rimini, Italia, aunque Roma y Venecia también fueron escenarios temporales. Cuenta con los nuevos miembros del elenco, Adela Hernández, Isaac Torres y Jaime Ferreira, Danik Michell y Víctor Ortíz de Acapulco Shore y Eva Kiwirose de Super Shore Ouvre-Toi! en el cual se ganó el cupo para ser la quinta chica de reparto. Abraham García y Arantxa Bustos hicieron un breve regreso al programa mientras que debido al abandono de Eva Kiwirose, Paula González entró al programa como reemplazo. Brenda Zambrano y Tadeo Fernández de Acapulco Shore realizaron apariciones en esta temporada.

## Reparto
Principal:
A continuación los miembros del reparto y su descripción:
- Adela Hernández - ¡Cariñis, nos vamos de party, nos vamos de party!.
- Danik Michell - Que todo fluya y nada influya.
- Elettra Lamborghini - La matadora de Italia, en su casa baby.
- Jaime "Ferre" Ferrera - TEE-LA.
- Igor Freitas - Cuidado con el sha sha share, sha sha share porque la verdad prevalece.
- Isaac Torres - Al lobito le gustan todas, ¡auu!
- Karime Pindter - Más perra que humana, ¡auff!.
- Eva Kiwirose - ¡La vida no es un kiwi, sino una papaya!.
- Luis "Potro" Caballero - Unas vacaciones sin Potro no serían vacaciones.
- Paula González - "Esto va a ser DIVINO"
- Victor Ortiz - ¡Llegó el méxicano con el chile más grande!.

Recurrente:
A continuación los miembros del reparto no acreditados como principales:
- Abraham García.
- Arantxa Bustos.
- Brenda Zambrano.
- Tadeo Fernández.

### Duración del reparto
| Nombre  | Episodios | Episodios | Episodios | Episodios | Episodios | Episodios | Episodios | Episodios | Episodios | Episodios | Episodios | Episodios | Episodios |
| Nombre  | 1         | 2         | 3         | 4         | 5         | 6         | 7         | 8         | 9         | 10        | 11        | 12        | 13        |
| Adela   |           |           |           |           |           |           |           |           |           |           |           |           |           |
| Danik   |           |           |           |           |           |           |           |           |           |           |           |           |           |
| Elettra |           |           |           |           |           |           |           |           |           |           |           |           |           |
| Eva     |           |           |           |           |           |           |           |           |           |           |           |           |           |
| Ferre   |           |           |           |           |           |           |           |           |           |           |           |           |           |
| Igor    |           |           |           |           |           |           |           |           |           |           |           |           |           |
| Isaac   |           |           |           |           |           |           |           |           |           |           |           |           |           |
| Karime  |           |           |           |           |           |           |           |           |           |           |           |           |           |
| Potro   |           |           |           |           |           |           |           |           |           |           |           |           |           |
| Víctor  |           |           |           |           |           |           |           |           |           |           |           |           |           |
| Abraham |           |           |           |           |           |           |           |           |           |           |           |           |           |
| Brenda  |           |           |           |           |           |           |           |           |           |           |           |           |           |
| Tadeo   |           |           |           |           |           |           |           |           |           |           |           |           |           |
| Arantxa |           |           |           |           |           |           |           |           |           |           |           |           |           |
| Paula   |           |           |           |           |           |           |           |           |           |           |           |           |           |
| ------- | --------- | --------- | --------- | --------- | --------- | --------- | --------- | --------- | --------- | --------- | --------- | --------- | --------- |